# Eleições estaduais no Rio Grande do Norte em 2014
As eleições estaduais no Rio Grande do Norte em 2014 ocorreram em 5 de outubro como parte das eleições gerais em 26 estados e no Distrito Federal. Foram eleitos o governador Robinson Faria, o vice-governador Fábio Dantas e a senadora Fátima Bezerra, além de oito deputados federais e vinte e quatro estaduais. Como nenhum candidato a governador obteve metade mais um dos votos válidos, houve um segundo turno em 26 de outubro entre Robinson Faria e Henrique Eduardo Alves com a vitória daquele. Segundo a Constituição o governador teria um mandato de quatro anos a ter início em 1º de janeiro de 2015 já sob a égide da reeleição.
Em 1974 o empresário Osmundo Faria esteve entre os nomes ventilados para governar o Rio Grande do Norte, todavia injunções políticas de então levaram o presidente Ernesto Geisel a escolher o médico Tarcísio Maia como governador potiguar. Quarenta anos depois seu filho, o advogado Robinson Faria, foi eleito para comandar o estado num embate contra o herdeiro político de Aluizio Alves. Nascido em Natal e formado pela Universidade Federal do Rio Grande do Norte, trabalhou nas empresas da família, como a Salina Amarra Negra, até seu ingresso na política ao eleger-se deputado estadual pelo PMDB em 1986 e 1990. Ao mudar para o PFL obteve novos mandatos em 1994, 1998 e 2002 e também foi reeleito via PMN em 2006. Eleito presidente da Assembleia Legislativa do Rio Grande do Norte em 2003, conservou o posto durante sete anos e nesse ínterim foi eleito vice-governador potiguar em 2010 na chapa de Rosalba Ciarlini, a quem serviu como secretário de Meio Ambiente e Recursos Hídricos até romperem politicamente. Em 2014 foi eleito governador do Rio Grande do Norte pelo PSD, o primeiro sem o apoio formal ou laços de parentesco com as famílias Mariz, Alves e Maia, condição que subsistia desde 1955.
Outro vencedor foi o advogado Fábio Dantas. Nascido em Natal e formado na Universidade Potiguar, vem de uma família com origem política em São José de Mipibu, onde foi chefe de gabinete da prefeitura e secretário municipal de Saúde. Assessor jurídico do Tribunal Regional Federal da 5ª Região, elegeu-se deputado estadual por meio dos laços familiares via PHS em 2010 e ao ingressar no PCdoB foi eleito vice-governador na chapa de Robinson Faria em 2014.
A vitória na eleição para senador foi da professora Fátima Bezerra. Nascida na cidade paraibana de Nova Palmeira, foi graduada em Pedagogia na Universidade Federal do Rio Grande do Norte em 1980, filiou-se ao PT no ano seguinte em 1982 ingressou na rede estadual de ensino. Sua carreira sindical a levou à presidência Sindicato dos Trabalhadores em Educação em 1991. Eleita deputada estadual em 1994 e 1998 e deputada federal em 2002, 2006 e 2010, perdeu as eleições à prefeitura de Natal em 2004 e 2008 sendo vitoriosa na disputa por uma cadeira no Senado Federal em 2014.

## Resultado da eleição para governador

### Primeiro turno
Conforme o acervo do Tribunal Superior Eleitoral foram apurados 1.483.371 votos nominais, 136.498 votos em branco (7,05%) e 315.236 votos nulos (16,29%) resultando no comparecimento de 1.935.105 eleitores.
| Candidatos a governador(a) do estado | Candidatos a vice-governador(a) | Número | Coligação | Votação | Percentual |
| ------------------------------------ | ------------------------------- | ------ | --- | ------- | ---------- |
| Henrique Eduardo Alves PMDB          | João Maia PR                    | 15     | União pela mudança (PMDB, PR, PSB, DEM, PSDB, SD, PROS, PDT, PPS, PTB, PRB, PSC, PV, PHS, PMN, PSDC, PRP, PTN) | 702.196 | 47,34%     |
| Robinson Faria PSD                   | Fábio Dantas PCdoB              | 55     | Liderados pelo povo (PSD, PCdoB, PT, PP, PTC, PEN, PRTB, PPL, PTdoB)                                           | 623.614 | 42,04%     |
| Robério Paulino PSOL                 | Ronaldo Garcia PSOL             | 50     | PSOL (sem coligação)                                                                                           | 129.616 | 8,74%      |
| Simone Dutra PSTU                    | Socorro Ribeiro PSTU            | 16     | PSTU (sem coligação)                                                                                           | 14.549  | 0,98%      |
| Araken Farias PSL                    | Paulo Roberto de Oliveira PSL   | 17     | PSL (sem coligação)                                                                                            | 13.396  | 0,90%      |

### Segundo turno
Conforme o acervo do Tribunal Superior Eleitoral foram apurados 1.612.069 votos nominais, 58.770 votos em branco (3,07%) e 244.893 votos nulos (12,78%) resultando no comparecimento de 1.915.732 eleitores.
| Candidatos a governador(a) do estado | Candidatos a vice-governador(a) | Número | Coligação | Votação | Percentual |
| ------------------------------------ | ------------------------------- | ------ | --- | ------- | ---------- |
| Robinson Faria PSD                   | Fábio Dantas PCdoB              | 55     | Liderados pelo povo (PSD, PCdoB, PT, PP, PTC, PEN, PRTB, PPL, PTdoB)                                           | 877.268 | 54,42%     |
| Henrique Eduardo Alves PMDB          | João Maia PR                    | 15     | União pela mudança (PMDB, PR, PSB, DEM, PSDB, SD, PROS, PDT, PPS, PTB, PRB, PSC, PV, PHS, PMN, PSDC, PRP, PTN) | 734.801 | 45,58%     |

## Resultado da eleição para senador
Conforme o acervo do Tribunal Superior Eleitoral foram apurados 1.473.368 votos nominais, 166.542 votos em branco (8,61%) e 295.195 votos nulos (15,25%) resultando no comparecimento de 1.935.105 eleitores.
| Candidatos a senador da República | Candidatos a suplente de senador              | Número | Coligação | Votação | Percentual |
| --------------------------------- | --------------------------------------------- | ------ | --- | ------- | ---------- |
| Fátima Bezerra PT                 | Jean-Paul Prates PT Teodorico Bezerra Neto PT | 131    | Liderados pelo povo (PSD, PCdoB, PT, PP, PTC, PEN, PRTB, PPL, PTdoB)                                           | 808.055 | 54,84%     |
| Wilma de Faria PSB                | Flávio Azevedo PMDB Edmilson Gomes PMDB       | 400    | União pela mudança (PMDB, PR, PSB, DEM, PSDB, SD, PROS, PDT, PPS, PTB, PRB, PSC, PV, PHS, PMN, PSDC, PRP, PTN) | 636.896 | 43,23%     |
| Lailson de Almeida PSOL           | Gerlane Melo PSOL Aldanir Silva PSOL          | 500    | PSOL (sem coligação)                                                                                           | 15.164  | 1,03%      |
| Ana Célia Ferreira PSTU           | Alexandre Guedes PSTU Simone Barbalho PSTU    | 161    | PSTU (sem coligação)                                                                                           | 13.253  | 0,90%      |
| Roberto Ronconi PSL               | Ricardo Farias PSL Aldenor Alves PSL          | 177    | PSL (sem coligação)                                                                                            | zero    | zero       |

## Deputados federais eleitos
São relacionados os candidatos eleitos com informações complementares da Câmara dos Deputados. Ressalte-se que os votos em branco eram incluídos no cálculo do quociente eleitoral nas disputas proporcionais até 1997, quando essa anomalia foi banida de nossa legislação.

Representação eleita
  PMDB: 1
  PROS: 1
  PSD: 1
  PR: 1
  DEM: 1
  PSDB: 1
  PMN: 1
  PP: 1

Fonteː
| Número | Deputados federais eleitos | Partido | Votação | Percentual | Cidade onde nasceu | Unidade federativa  |
| 1511   | Walter Alves               | PMDB    | 191.064 | 12,09%     | Natal              | Rio Grande do Norte |
| 9090   | Rafael Motta               | PROS    | 176.239 | 11,15%     | Natal              | Rio Grande do Norte |
| 5555   | Fábio Faria                | PSD     | 166.427 | 10,53%     | Natal              | Rio Grande do Norte |
| 2222   | Zenaide Maia               | PR      | 134.588 | 8,51%      | Brejo do Cruz      | Paraíba             |
| 2512   | Felipe Maia                | DEM     | 113.722 | 7.19%      | Rio de Janeiro     | Rio de Janeiro      |
| 4545   | Rogério Marinho            | PSDB    | 81.534  | 5,16%      | Natal              | Rio Grande do Norte |
| 3333   | Antônio Jácome             | PMN     | 71.555  | 4,53%      | Sousa              | Paraíba             |
| 1111   | Beto Rosado                | PP      | 64.445  | 4,08%      | Mossoró            | Rio Grande do Norte |

## Deputados estaduais eleitos
Estavam em jogo 24 cadeiras da Assembleia Legislativa do Rio Grande do Norte.

Representação eleita
  PSDB: 7
  PMDB: 3
  PSD: 3
  DEM: 2
  PROS: 2
  PCdoB: 1
  PPL: 1
  PT: 1
  PR: 1
  SD: 1
  PSB: 1
  PHS: 1

Fonteː
| Número | Deputados estaduais eleitos | Partido | Votação | Percentual | Cidade onde nasceu | Unidade federativa  |
| 90333  | Ricardo Motta               | PROS    | 80.249  | 4,84%      | Natal              | Rio Grande do Norte |
| 55555  | Galeno Torquato             | PSD     | 63.286  | 3,81%      | São Miguel         | Rio Grande do Norte |
| 15100  | Hermano Morais              | PMDB    | 60.813  | 3,67%      | Natal              | Rio Grande do Norte |
| 77123  | Kelps Lima                  | SD      | 59.619  | 3,59%      | Natal              | Rio Grande do Norte |
| 90888  | Gustavo Carvalho            | PROS    | 57.757  | 3,48%      | Natal              | Rio Grande do Norte |
| 15678  | Ezequiel Ferreira           | PMDB    | 54.438  | 3,28%      | Natal              | Rio Grande do Norte |
| 25110  | Getúlio Rêgo                | DEM     | 52.118  | 3,14%      | Portalegre         | Rio Grande do Norte |
| 15222  | Nelter Queiroz              | PMDB    | 51.773  | 3,12%      | Jucurutu           | Rio Grande do Norte |
| 40123  | Tomba Farias                | PSB     | 48.980  | 2,95%      | Santa Cruz         | Rio Grande do Norte |
| 15123  | Gustavo Fernandes           | PMDB    | 42.975  | 2,59%      | Natal              | Rio Grande do Norte |
| 13666  | Fernando Mineiro            | PT      | 42.088  | 2,54%      | Curvelo            | Minas Gerais        |
| 65555  | Cristiane Dantas            | PCdoB   | 38.955  | 2,35%      | Natal              | Rio Grande do Norte |
| 22222  | George Soares               | PR      | 38.637  | 2,33%      | Natal              | Rio Grande do Norte |
| 55123  | José Dias                   | PSD     | 37.844  | 2,28%      | Umarizal           | Rio Grande do Norte |
| 12123  | Agnelo Alves                | PDT     | 37.768  | 2,28%      | Ceará-Mirim        | Rio Grande do Norte |
| 90111  | Albert Dickson              | PROS    | 37.461  | 2,26%      | Natal              | Rio Grande do Norte |
| 40111  | Márcia Maia                 | PSB     | 36.997  | 2,23%      | Natal              | Rio Grande do Norte |
| 90000  | Raimundo Fernandes          | PROS    | 35.333  | 2,13%      | São Miguel         | Rio Grande do Norte |
| 33133  | Jacó Jácome                 | PMN     | 28.620  | 1,73%      | Natal              | Rio Grande do Norte |
| 55111  | Dison Lisboa                | PSD     | 26.618  | 1,60%      | Natal              | Rio Grande do Norte |
| 31000  | Souza Neto                  | PHS     | 20.440  | 1,23%      | Grossos            | Rio Grande do Norte |
| 25221  | José Adécio Costa           | DEM     | 34.879  | 2,10%      | Pedro Avelino      | Rio Grande do Norte |
| 15555  | Álvaro Dias                 | PMDB    | 34.638  | 2,09%      | Caicó              | Rio Grande do Norte |
| 70123  | Carlos Augusto Maia         | PTdoB   | 20.140  | 1,21%      | Pau dos Ferros     | Rio Grande do Norte |

## Pesquisas eleitorais
Relação de pesquisas feitas a partir das definições dos candidatos.

### Governador 1º turno
| 25 e 27/08/2014 | Ibope      | 40%    | 28% | 17%   | 10%   |       |        |        |
| 12 e 14/09/2014 | Ibope      | 40%    | 31% | 3%    | 1%    | 1%    | 14%    | 10%    |
| 20 e 22/09/2014 | Consult/TN | 39,94% | 30% | 1,47% | 0,76% | 0,76% | 14,41% | 12,65% |
| 26 e 28/09/2014 | Ibope      | 38%    | 31% | 3%    | 2%    | 1%    | 15%    | 10%    |
| 01 a 03/10/2014 | Ibope      | 40%    | 33% | 4%    | 1%    | 1%    | 15%    | 6%     |

### Governador 2º turno
| Data            | Instituto | Candidato ao Governo          | Candidato ao Governo | Candidato ao Governo | Candidato ao Governo | Candidato ao Governo |
| Data            | Instituto | Henrique Eduardo Alves (PMDB) | Robinson Faria (PSD) | Brancos ou Nulos     | Nenhum ou Não sabe   |                      |
| --------------- | --------- | ----------------------------- | -------------------- | -------------------- | -------------------- | -------------------- |
| 12 a 14/10/2014 | Ibope     | 38%                           | 45%                  | 12%                  | 5%                   |                      |

### Senador
| 25 e 27/08/2014 | Ibope      | 34% | 35%    | 2%    | 1%    | 1%    | 17%    | 9%     |
| 12 e 14/09/2014 | Ibope      | 38% | 32%    | 1%    | 2%    | 2%    | 13%    | 12%    |
| 20 e 22/09/2014 | Consult/TN | 39% | 36,24% | 0,88% | 0,65% | 0,47% | 12,47% | 10,29% |
| 26 e 28/09/2014 | Ibope      | 35% | 35%    | 1%    | 1%    | 1%    | 13%    | 14%    |
| 01 a 03/10/2014 | Ibope      | 57% | 38%    | 2%    | 2%    | 1%    | 22%    |        |